# Thecla interjecta
Thecla interjecta är en fjärilsart som beskrevs av Ruggero Verity. Thecla interjecta ingår i släktet Thecla och familjen juvelvingar. Inga underarter finns listade i Catalogue of Life.